# Елеотрові
Елеотрові (Eleotridae) — родина риб ряду бичкоподібних (Gobiiformes), які зустрічаються переважно у тропіках Індо-Пацифіки. Містить близько 35 родів і 150 видів. Для них характерна наявність планктонної личинкової стадії. Личинки живуть виключно у морських водах, відповідно деякі види у дорослому стані живуть у морських водах, але переважна більшість — у прісних і солонуватих водах. Вона є важливими хижаками у прісноводних струмках на океанічних островах, таких як Нова Зеландія і Гаваї, де відсутні хижаки, що типові для інших прісних вод, такі як соми. Анатомічно вони близькі до бичків (Gobiidae), але на відміну від останніх в них відсутній черевний присосок.
Як і бички, елеотріси переважно дрібні риби, що живуть на субстраті з рясною вегетацією, також серед каміння і коралових рифів. Скоріш за все елеотріси та бички мають спільних предків, їх поєднує багато спільних морфологічних рис.

## Таксономія

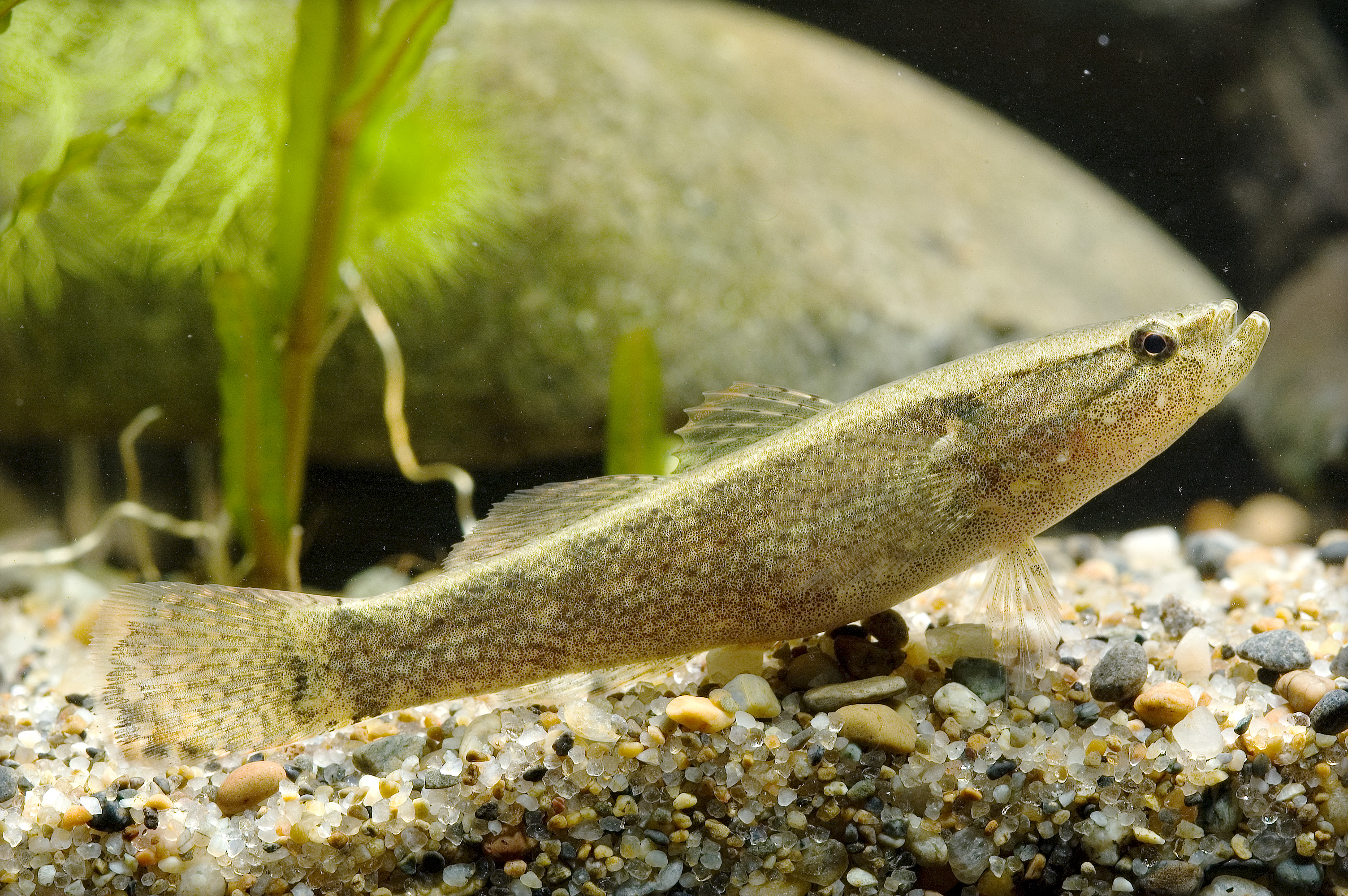
Eleotris oxycephala

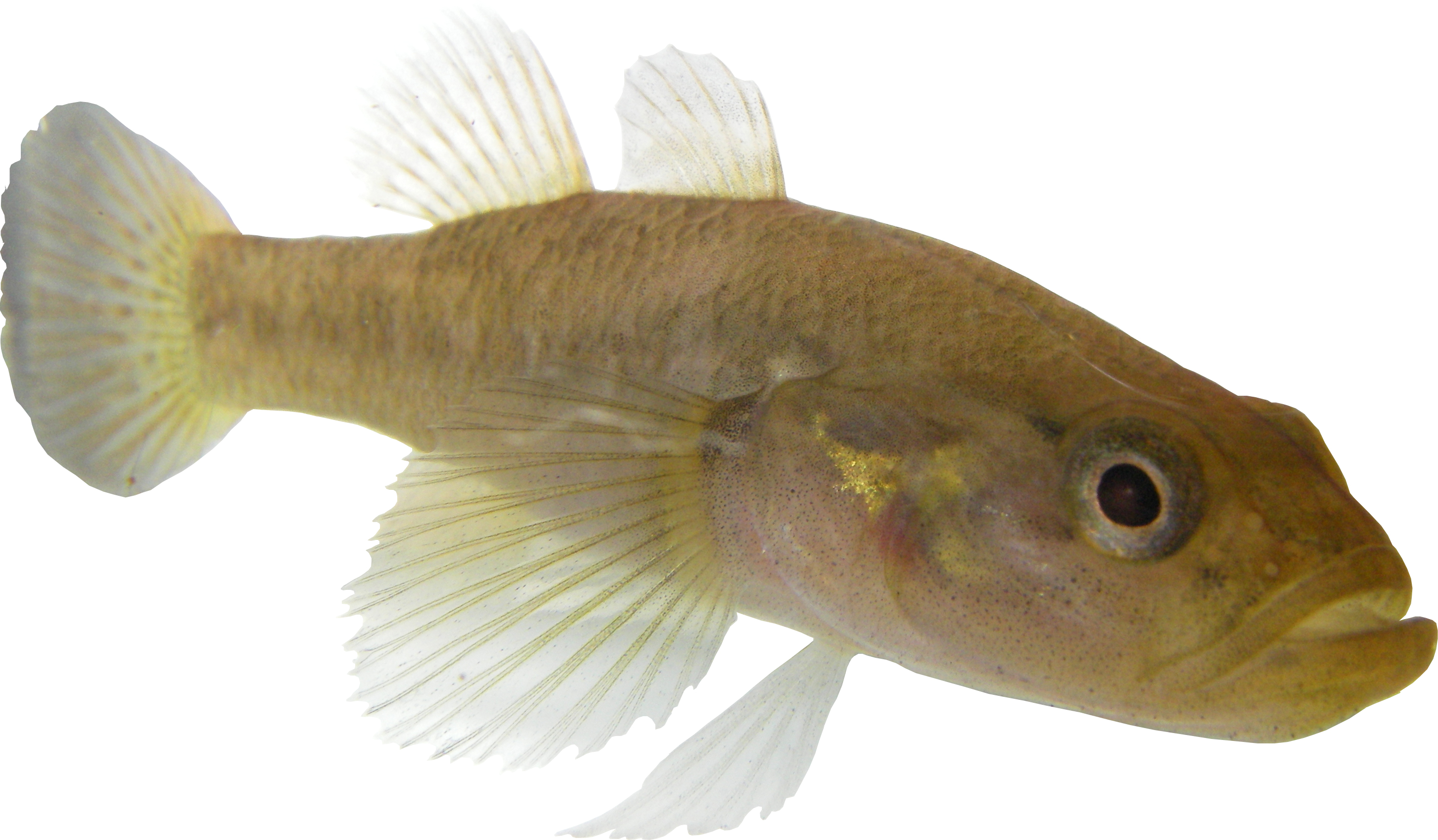
Ratsirakia legendrei

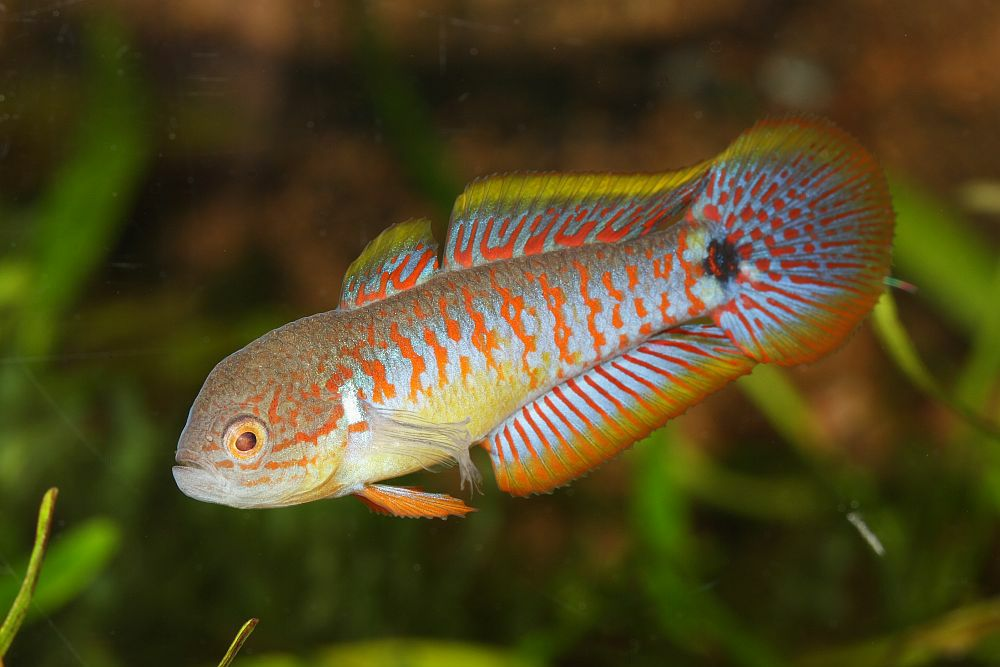
Tateurndina ocellicauda

Родина поділяється на три підродини: Butinae, Eleotrinae і Milyeringinae. Однак, детальний генетичний аналіз показав наявність трьох окремих родин: Butidae, Eleotridae і Milyeringidae. Згідно із 5-м виданням Риби світу у складі родини елеотрових такі роди.
- Allomicrodesmus Schultz, 1966
- Allomogurnda Allen, 2003
- Belobranchus Bleeker, 1857
- Bunaka Herre, 1927
- Caecieleotris Walsh & Chakrabarty, 2016
- Calumia Smith, 1958
- Dormitator Gill, 1861
- Eleotris Bloch & Schneider, 1801 — Елеотріс
- Erotelis Poey, 1860
- Giuris Sauvage, 1880
- Gobiomorphus Gill, 1863
- Gobiomorus Lacépède, 1800
- Guavina Bleeker, 1874
- Gymnoxenisthmus Gill, Bogorodsky & Mal, 2014
- Hemieleotris Meek & Hildebrand, 1916
- Hypseleotris Gill, 1863
- Kimberleyeleotris Hoese & Allen, 1987
- Leptophilypnion Roberts, 2013[6]
- Leptophilypnus Meek & Hildebrand, 1916
- Microphilypnus Myers, 1927
- Mogurnda Gill, 1863
- Paraxenisthmus Gill & Hoese, 1993
- Philypnodon Bleeker, 1874
- Ratsirakia Maugé, 1984
- Rotuma Springer, 1988
- Tateurndina Nichols, 1955
- Tyson Springer, 1983
- Xenisthmus Snyder, 1908